# Cheiracanthium vorax
Cheiracanthium vorax là một loài nhện trong họ Miturgidae.
Loài này thuộc chi Cheiracanthium. Cheiracanthium vorax được Octavius Pickard-Cambridge miêu tả năm 1874.